# Carlos Alvarez (calciatore)
Carlos Alvarez (Los Angeles, 12 novembre 1990) è un ex calciatore statunitense, di ruolo centrocampista.

## Carriera

### Chivas
Il 17 gennaio 2013 viene selezionato ai MLS SuperDraft dal Chivas USA. Il 17 marzo esordisce in MLS contro i Los Angeles Galaxy segnando la rete decisiva per il pareggio finale del match.

### Colorado Rapids
Il 1º luglio 2014 passa al Colorado Rapids in cambio di Nathan Sturgis.

### San Antonio
Il 2 febbraio 2016 è il primo acquisto nella storia del San Antonio FC.

### Los Angeles FC
Il 23 marzo 2017 viene acquistato dal Los Angeles FC, franchigia che ha esordito in MLS nel 2018.

## Statistiche

### Presenze e reti nei club
Statistiche aggiornate al 27 aprile 2018.
| Stagione               | Squadra                | Campionato             | Campionato | Campionato | Coppe nazionali | Coppe nazionali | Coppe nazionali | Coppe continentali | Coppe continentali | Coppe continentali | Altre coppe | Altre coppe | Altre coppe | Totale | Totale |
| Stagione               | Squadra                | Comp                   | Pres       | Reti       | Comp            | Pres            | Reti            | Comp               | Pres               | Reti               | Comp        | Pres        | Reti        | Pres   | Reti   |
| ---------------------- | ---------------------- | ---------------------- | ---------- | ---------- | --------------- | --------------- | --------------- | ------------------ | ------------------ | ------------------ | ----------- | ----------- | ----------- | ------ | ------ |
| 2013                   | Chivas USA             | MLS                    | 29         | 2          | USOC            | 2               | 2               | -                  | -                  | -                  |             | -           | -           | 31     | 4      |
| 2014                   | Chivas USA             | MLS                    | 11         | 0          | USOC            | 1               | 0               | -                  | -                  | -                  |             | -           | -           | 12     | 0      |
| Totale Chivas USA      | Totale Chivas USA      | Totale Chivas USA      | 40         | 2          |                 | 3               | 2               |                    | -                  | -                  |             | -           | -           | 43     | 4      |
| 2014                   | Colorado Rapids        | MLS                    | 10         | 0          | OC              | -               | -               | -                  | -                  | -                  |             | -           | -           | 10     | 0      |
| 2015                   | Colorado Rapids        | MLS                    | 1          | 0          | OC              | -               | -               |                    | -                  | -                  |             | -           | -           | 1      | 0      |
| Totale Colorado Rapids | Totale Colorado Rapids | Totale Colorado Rapids | 11         | 0          |                 | -               | -               |                    | -                  | -                  |             | -           | -           | 11     | 0      |
| 2015                   | Charlotte Independence | USL                    | 21         | 2          | USOC            | 3               | 0               |                    | -                  | -                  |             | -           | -           | 24     | 2      |
| 2016                   | San Antonio FC         | USL                    | 30         | 4          | USOC            | 2               | 0               |                    | -                  | -                  |             | -           | -           | 32     | 4      |
| 2017                   | Orange County Blues    | USL                    | 19         | 2          | USOC            | 2               | 0               |                    | -                  | -                  |             | -           | -           | 21     | 2      |
| 2018                   | Las Vegas Lights FC    | USL                    | 4          | 1          | USOC            | -               | -               |                    | -                  | -                  |             | -           | -           | 4      | 1      |
| Totale carriera        | Totale carriera        | Totale carriera        | 125        | 11         |                 | 10              | 2               |                    | -                  |                    |             | -           | -           | 135    | 13     |